# Lager Heuberg
Das Lager Heuberg ist der älteste Teil der militärischen Anlagen des heutigen Bundeswehr-Standortes Stetten am kalten Markt südlich des Truppenübungsplatzes Heuberg (Baden-Württemberg). Es liegt auf dem Großen Heuberg, einer Hochfläche der Schwäbischen Alb, und dient in erster Linie der Unterbringung übender Truppen. Direkt westlich angrenzend wurde 1966 die damals neuerbaute Alb-Kaserne angegliedert.
Traurige Berühmtheit erlangte das Lager Heuberg, weil am 20. März 1933 dort das Konzentrationslager Heuberg eingerichtet wurde, das wohl erste Konzentrationslager der Nationalsozialisten. Das Konzentrationslager Dachau, das die ersten Häftlinge am 22. März 1933 zugewiesen bekam, gilt oft fälschlicherweise als das erste Konzentrationslager.
Der Truppenübungsplatz und das Lager Heuberg bei Stetten am kalten Markt waren seit ihrer Errichtung im wilhelminischen Kaiserreich stets ein Spiegelbild der deutschen Geschichte. So waren vor, während und nach dem Ersten Weltkrieg Einheiten der Badischen Armee und der Reichswehr im Lager Heuberg stationiert. Während der NS-Zeit waren neben dem eingerichteten Konzentrationslager und einem Reichsarbeitsdienstlager Einheiten der Sturmabteilung (SA) und der Schutzstaffel (SS) sowie während des Zweiten Weltkriegs Einheiten der Wehrmacht, der Waffen-SS und verbündeter Länder (Italien, französisches Vichy-Regime) vor Ort. In der Nachkriegszeit und der späteren Bundesrepublik Deutschland folgten Einheiten der Französischen Armee und der Bundeswehr. Zudem waren US-Atomwaffen in der Nähe stationiert.
Die Kasernenanlagen, der Standort- sowie der Truppenübungsplatz Heuberg umfassen 4780 Hektar, wovon 1620 Hektar auf die Gemarkung Stetten am kalten Markt entfallen. Auf die beiden Liegenschaften des Standortes Stetten am kalten Markt – Alb-Kaserne und Lager Heuberg – entfallen 141,8 Hektar.

## Geschichte

### Vorgeschichte
Bereits 1885 forderte das XIV. Badische Armee-Korps Manöverraum nach den neuen Anforderungen militärtaktischer Grundsätze. Ab 1908 wurden Kaufverhandlungen für die Gemarkungen, die auf badischem, württembergischen und hohenzollerisch-preußischen Gemarkungen lagen, aufgenommen. 1909 wurden baureife Pläne für drei Standorte angefertigt. Ein ausgearbeiteter Plan sah das Lager des Truppenübungsplatzes bei Heinstetten mit Bahnanschluss über die Heubergbahn vor. Erörtert wurden auch das Hirschhölzle bei Straßberg mit Bahnanschluss über die Zollernalbbahn und ein Gelände bei Stetten am kalten Markt mit Bahnanschluss über eine Standseilbahn.
1910 fanden die ersten Truppenübungen auf dem Gefechtsschießplatz Heuberg statt. Zu diesem Zeitpunkt gab es noch keine festen Truppenunterkünfte, weshalb die Soldaten in Zelten und Quartieren der umliegenden Gemeinden untergebracht wurden.

### Bauzeit und Erster Weltkrieg (1912–1918)
Die Gemeinden Stetten am kalten Markt und Ebingen lieferten sich ab 1910 einen harten Kampf um den Standort des neu zu bauenden Lagers. Konzipiert war es für die Aufnahme von 6400 Soldaten übender Truppe und 2000 Pferden. Am 1. September 1910 wurde durch das Preußische Kriegsministerium entschieden, das Lager auf einem Gelände bei Stetten am kalten Markt zu bauen. Am 1. Mai 1912 begannen die Arbeiten, die bis in das Jahr 1916 andauerten sollten. Die Einweihung fand am 14. Mai 1914 statt. Zur Einweihung standen fast 150 massive Steinbauten sowie 500 Meter nordwestlich des Lagers ein Lazarett mit mehreren Gebäuden. Das letzte fertiggestellte Gebäude im Lager Heuberg war die Offizierspeiseanstalt, die heute das einzige Gebäude im Lager ist, das unter Denkmalschutz steht und die militärhistorische Sammlung beherbergt. Im Lager waren Einheiten der Artillerie, Infanterie, Jäger und Pioniere sowie die neu aufgestellten Maschinengewehrkompanien stationiert.
Mit dem Bau des Lagers und dessen Belegung setzte in der Gemeinde Stetten am kalten Markt ein wirtschaftlicher Aufschwung ein, der sich mit Ausbruch des Ersten Weltkriegs am 1. August 1914 zu einer Hochkonjunktur entwickelte. Es kamen nun Truppen aus allen Teilen Deutschlands auf den Heuberg, um von dort an die Fronten in Ost und West abzurücken. Als erste wurde unter anderem im August 1914 die 25. Reserve-Division auf dem Heuberg aufgestellt und mit 116 Zügen ab dem 30. August 1914 an die Westfront verlegt. Dominik Richert absolvierte dort im Juli 1914 mit der IR 1/112 eine Truppenübung vor dem Krieg.

#### Kriegsgefangenenlager (1914–1918)
Am 17. Oktober 1914 wurde nordwestlich des Lagers mit dem Bau eines Kriegsgefangenenlagers für 3000 Soldaten begonnen. Am 25. November 1914 trafen die ersten 29 Gefangenen ein. Fünf Tage später waren es bereits 189 Gefangene. Der Bereich des Kriegsgefangenenlagers wurde ständig erweitert, so dass es zum Jahresende 1917 zu den rund 5.000 im Truppenlager stationierten Soldaten noch rund 15.000 Kriegsgefangene – meist russischer oder französischer Herkunft – kamen. Es zählte somit zu den größten Lagern Deutschlands. In der Anfangszeit wurden die Gefangenen zu Arbeiten auf dem Truppenübungsplatz und im Lager sowie in der Landwirtschaft herangezogen, jedoch erfolgte bald schon ihr Einsatz in der Industrie der Umgebung, wo ihre Arbeitskraft die der an den Fronten befindlichen Arbeitern ersetzen und die wirtschaftliche Stabilität sichern sollte.
Die Verstorbenen des Lagers wurden auf dem am Eingang des Stettener Tals gelegenen, heute noch sogenannten „Russenfriedhof“, bestattet. Der Friedhof des Lazaretts wurde 1915 auf Initiative der Gefangenen eingerichtet. Das dort während der Zeit des Gefangenenlagers errichtete Ehrenmal nennt 67 russische und 43 französische Namen. Auf einem weiteren Stein, hier handelt es sich um ein Kameradengrab, sind zudem noch 17 russische Namen eingemeißelt. Die Zahl der Toten stieg im letzten Kriegsjahr wegen der allgemein schlechten Ernährungslage, unter der auch die deutsche Bevölkerung furchtbar zu leiden hatte, stark an. In der Zeit von März 1915 bis Januar 1919 wurden 181 Kriegsgefangene dort beerdigt. Franzosen, Italiener und Engländer wurden nach Ende des Weltkrieges vom Russenfriedhof auf dem Heuberg in ihre Heimatländer überführt. 119 Einzelgräber sowie das Kameradengrab sind heute noch vorhanden.
Der Friedhof ist unter Kulturdenkmalschutz gestellt und wird von der Bundeswehr gepflegt. Eine Tafel am Eingang des Friedhofs erinnert daran, dass auf dem Heuberg 15.000 Russen, Franzosen, Engländer und Soldaten anderer Nationen ihre toten Soldaten nach dem Krieg umgebettet haben. Die Gräber tragen je nach Religion verschiedene Steine: orthodoxe Christen mit Doppelkreuz, einfache Kreuze für die anderen Christen, eine Art Blume für Muslime. Es gab auch russische Gräber mit Davidstern, diese sind jedoch im Dritten Reich verschwunden. Ein Obelisk erinnert an die toten Soldaten. Auch die Namen der umgebetteten Soldaten sind eingemeißelt. Die russischen Soldaten sind in kyrillischer Schrift eingetragen. Ein weiterer Stein erinnert an die russischen Soldaten, die noch zu Beginn des Ersten Weltkrieges auf dem Ortsfriedhof beerdigt worden waren.

### Nachkriegszeit und Weimarer Republik (1918–1933)
Das Kriegsende 1918 bedeutete für Stetten am kalten Markt den nahezu völligen wirtschaftlichen Zusammenbruch, denn aufgrund des Vertrags von Versailles und gemäß Entscheidung des Reichswehrministeriums in Berlin wurde der Truppenübungsplatz Heuberg mit seinem Lager nicht mehr durch die Truppenteile des Wehrbereichs V militärisch genutzt. Aus diesem Grund wurde das gesamte Lager und der Platz 1920 dem Karlsruher Verein „Kinderheilfürsorge Heuberg e. V.“ übergeben, dessen neu gegründetes Kindererholungsheim verwaltungsmäßig dem württembergischen Landesfinanzamt in Stuttgart unterstellt wurde. Es wurde nach 1924 von Alexander Dominicus geleitet.
Die Kinder lebten auf dem Heuberg in einer Art „Familien“, welche jeweils 15 bis 20 Kinder bis zum Alter von 14 Jahren unter der Leitung einer Kindergärtnerin umfassten. Die Älteren waren in den ehemaligen Offiziershäusern in Zwei- bis Vierbettzimmern untergebracht. Es konnten bis zu 3000 Kinder, in 150 „Familien“ eingeteilt, untergebracht werden. Zum Kindererholungsheim gehörte die Kinderheilstätte, die im früheren Lazarett untergebracht war. Die Landesversicherungsanstalt Württemberg betrieb es bis 1973 als Heilstätte.
Ab 1926 wurde noch eine ganzjährige Haushaltungsschule für Kriegswaisen eingerichtet. Es handelte sich um eine einjährige Vollschule, die neben der Fachausbildung noch auf das Erwerbsleben vorbereitete, dabei aber immer auf die Erholung achtete. Auch bestand für Stadtschulen die Möglichkeit, für vier Wochen einen Schullandheimaufenthalt auf dem Heuberg zu machen. 1928 wurde innerhalb des Lagers ein Polizeierholungsheim eröffnet. Mit der Machtübernahme der Nationalsozialisten 1933 wurden die Erholungsheime und Schulen geschlossen.

### NS-Diktatur (1933–1945)
Im Zuge der sofort nach der Machtübernahme der NSDAP einsetzenden Aufrüstung der Wehrmacht verlangte die Reichswehr (ab 16. März 1935 als Wehrmacht bezeichnet) bald das alleinige Verfügungsrecht über den gesamten Truppenübungsplatz und seine Anlagen. Die provisorische Übernahme des Platzes erfolgte bereits am 1. August 1933, was zur Folge hatte, dass das im Lager Heuberg von März 1933 bis Dezember 1933 eingerichtete Konzentrations- und Schutzhaftlager geschlossen wurde. Die endgültige Übernahme des Platzes und des Lager Heuberg durch das Militär erfolgte am 1. April 1934. Zudem errichtete die Sturmabteilung (SA) eine Winterschule.
Das Ereignis des nun wieder vollständig militärisch genutzten Truppenübungsplatzes feierte Stetten am kalten Markt mit einem großen Volksfest. Im Anschluss daran wurden Lager und Übungsplatz auf den neuesten Stand gebracht. Damit verbunden waren erneute Gebietsabtretungen der anliegenden Gemeinde, unter anderem für die heute noch vorhandenen Außenfeuerstellungen, von denen auch Stetten nicht verschont blieb. Im Bereich der heutigen Alb-Kaserne wurde ab 1940 ein ausgedehntes Barackenlager mit etwa 400 Baracken, geplant für den Reichsarbeitsdienst (RAD), und Nebengebäuden gebaut. Genutzt wurde die Anlage von der Wehrmacht.
Mit diesen und anderen umfassenden Baumaßnahmen begann für die Garnisonsgemeinde Stetten am kalten Markt ein zweiter wirtschaftlicher Aufschwung. Die Zahl der im Zusammenhang mit dem Truppenübungsplatz Beschäftigten nahm zu, auch das Bauhandwerk hatte viel zu tun. Ein emsiges Wirtschaftsleben entwickelte sich und die Gewerbebetriebe richteten ihre Produktion erneut gänzlich auf den Truppenübungsplatz aus, eine Blüte, die der Ausbruch des Zweiten Weltkrieges nicht lange wachsen ließ.

#### Konzentrationslager Heuberg (1933)

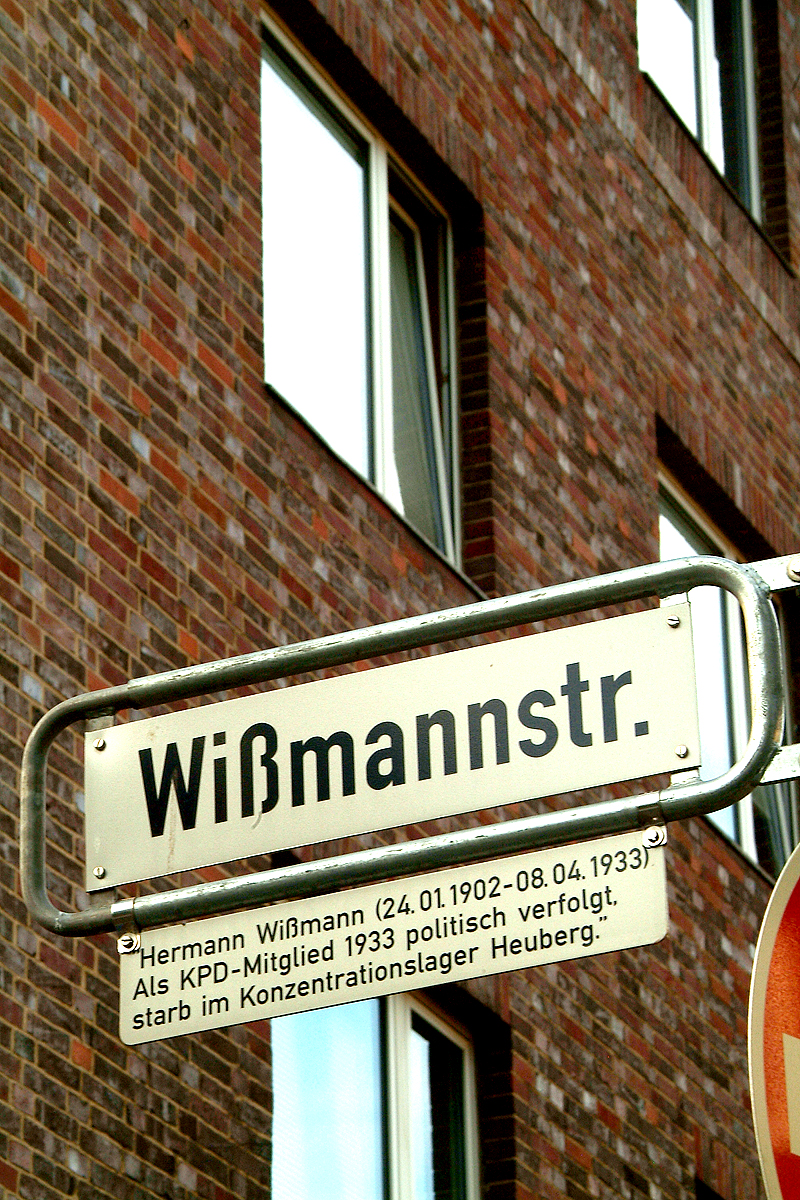
Hermann Wißmann, Mitglied der KPD, starb schon 1933 im Konzentrationslager Heuberg; die Stadt Hannover ehrte Wißmann mit der Umwidmung der Wißmannstraße. (Zuvor war selbige nach dem Kolonialverbrecher Hermann von Wissmann benannt gewesen.)

Am 21. März 1933 wurde nahe dem Lager Heuberg auf dem Areal des Truppenübungsplatzes Stetten am kalten Markt das Konzentrationslager Heuberg für „Schutzhäftlinge“ aus Württemberg und Hohenzollern vom württembergischen Innenministerium in etwa 30 Gebäuden eines früheren „Großkinderheimes“ eröffnet. Es war das früheste Konzentrationslager im Raum Württemberg und Baden. Die ersten Gefangenen wurden laut Zeitungsmeldungen bereits am Montag, dem 20. März 1933 dort eingeliefert. Das Lager unterstand, obwohl Stetten am kalten Markt traditionell zum Land Baden gehörte, ab dem 28. April 1933 der eigenständigen Abteilung Württembergische Politische Polizei des württembergischen Innenministeriums. Erster Lagerkommandant war SA-Sturmbannführer und Major a. D. Max Kaufmann aus Stuttgart, Mitte April übernahm der bis dahin stellvertretende Karl Buck die Leitung. Noch im April wurde die auch „Schutzhaftlager“ genannte Haftstätte dem württembergischen Innenministerium bzw. dem württembergischen Landespolizeiamt, Abteilung Politische Polizei unterstellt.
Im Konzentrationslager Heuberg wurden zwischen dem 20. März 1933 und November 1933 zeitweise mehr als 2000 Kommunisten, Sozialdemokraten und Parteigänger des Zentrums, der DDP und weitere politische Gegner nicht nur aus Württemberg, sondern auch aus Hohenzollern und Hessen inhaftiert und einer unmenschlichen Behandlung unterworfen, bis zu seiner Schließung fast 3500 Männer.
Da der Heuberg wieder vollständig militärischen Zwecken dienen sollte, planten die Nationalsozialisten bereits im Sommer 1933 die Schließung des Konzentrationslagers. Bei seiner Auflösung zwischen November und Dezember 1933 wurden die württembergischen Häftlinge ins KZ Oberer Kuhberg nach Ulm, die badischen Häftlinge in die KZ Ankenbuck und Kislau verbracht.
Der prominenteste Häftling vom Juli bis zum Dezember 1933 war Kurt Schumacher, der württembergische Landtags- und Reichstagsabgeordnete während der Weimarer Zeit und spätere erste Nachkriegsvorsitzende der SPD. Auch Oskar Kalbfell, der spätere Oberbürgermeister der Stadt Reutlingen und langjährige württemberg-hohenzollerische und danach baden-württembergische Landtagsabgeordnete, gehörte zu den Inhaftierten. Weitere Insassen waren der Amtsrichter und nach der Gründung der Bundesrepublik Deutschland zum Generalstaatsanwalt ernannte Fritz Bauer, der die Auschwitzprozesse initiierte und zur Ergreifung von Adolf Eichmann beitrug, Fritz Ulrich, SPD-Landtags- (1919–1933) und Reichstagsabgeordneter (1930–1933) aus Heilbronn und nach 1945 langjähriger Innenminister, der spätere Stuttgarter Oberbürgermeister Arnulf Klett, der spätere Stuttgarter Wirtschaftsbürgermeister Otto Kraufmann, der Stuttgarter Journalist Josef Eberle und der aus Jungingen stammende Schriftsteller Casimir Bumiller. Viele Angehörige der Häftlinge waren nach Stetten gekommen, um Kontakt mit ihren Vätern, Ehemännern oder Söhnen aufzunehmen.
Das Konzentrationslager auf dem Heuberg war kein Vernichtungslager der Nationalsozialisten, obwohl eine Reihe von Häftlingen, die hier inhaftiert waren, an den Folgen der Misshandlungen gestorben sind. Vielmehr war es das erste sogenannte „Schutzhaftlager“ der NS-Diktatur im deutschen Südwesten und damit eine der Urzellen jenes Lagersystems gewesen, das sich über ganz Deutschland ausbreitete und in den Massenvernichtungslagern seinen traurigen Höhepunkt fand.
In der lokalen Presse wurde Bereits ab 4. März 1933 regelmäßig über das Lager berichtet. So existieren mehrere Berichte aus dem Volksfreund und dem Schwarzwälder Boten sowie aus der Wochenschau und dem Rundfunk. Trotz der verhältnismäßig guten Berichterstattung gibt es keine Berichte über Proteste aus der Bevölkerung.
1933 wurde das sogenannte Heuberg-Lied gedichtet, das als „Hymne“ der württembergischen KZ-Überlebenden gilt. Der Autor gilt als unbekannt, wenngleich der ehemalige Häftling Albert Geiger aus Donzdorf dafür 1939 beschuldigt wurde. Als Melodie diente das russische Volkslied „Stenka Rasin“.
Seit 1983 gibt es am Rande des Truppenübungsplatzes in unmittelbarer Nähe zur Dreitrittenkapelle eine Gedenkstätte, die an die Opfer des Konzentrationslagers Heuberg erinnert. Auf Initiative der baden-württembergischen SPD wurde das Mahnmal des Bildhauers Reinhard Bombsch genau 50 Jahre nach der Eröffnung eingeweiht.

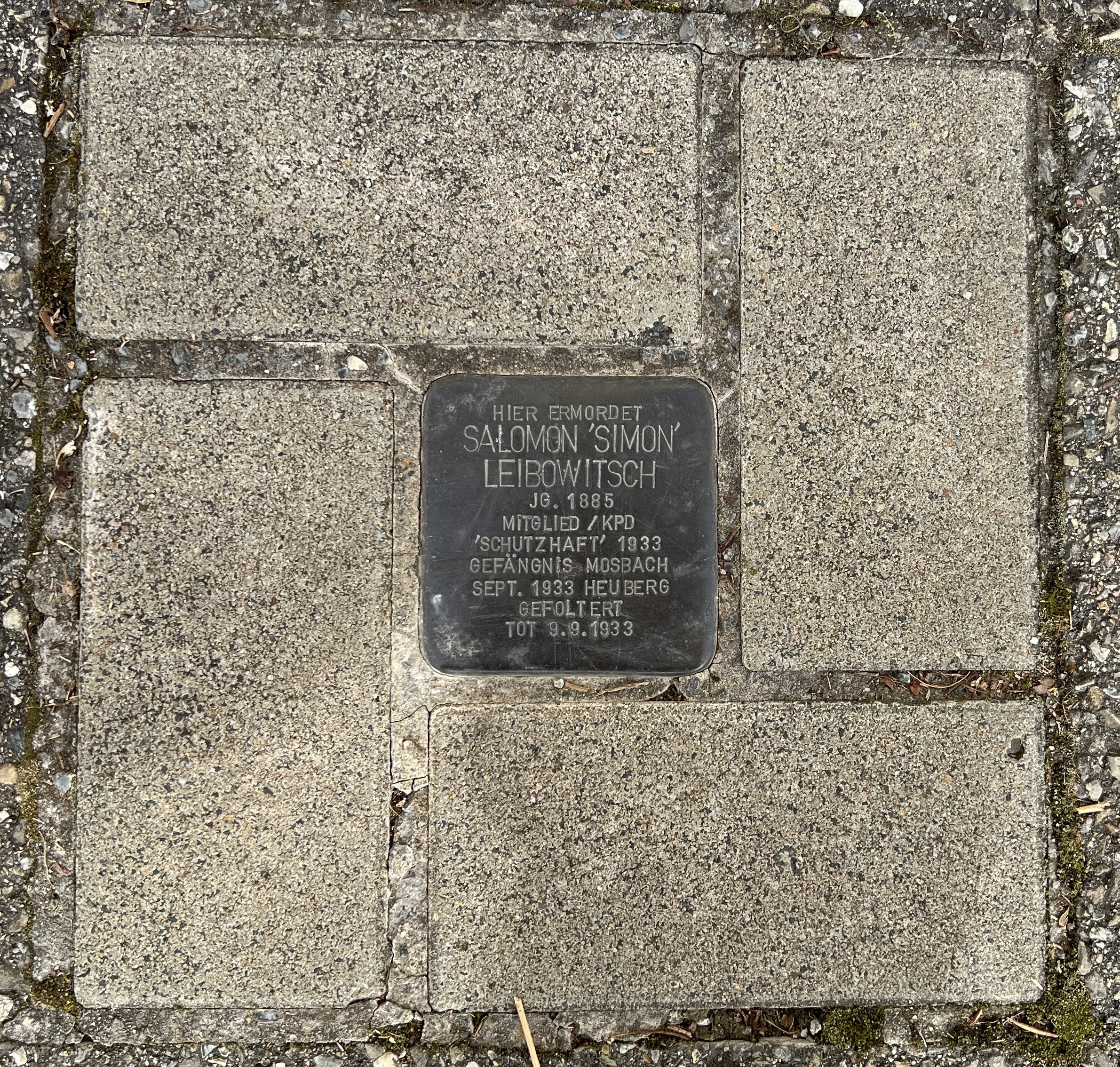
Stolperstein für Salomon Leibowitsch vor Gebäude 21 im Lager Heuberg

2019 verlegte der Künstler Gunter Demnig vor dem Gebäude 21 einen Stolperstein für den dort am 9. September 1933 ermordeten Häftling Salomon Leibowitsch. Leibowitsch gilt als einziges dokumentiertes Opfer im Lager Heuberg.

#### Zweiter Weltkrieg (1939–1945)
Der Truppenübungsplatz Heuberg war im Kriegswinter 1941/42 Aufstellungs- oder Auffrischungsort vielfältiger Verbände der Wehrmacht und der Waffen-SS. Unter vielen anderen waren dort stationiert: Die italienische Bersaglieri-Division „Italia“, die Legion Freies Indien, die Winterkampfschule des Wehrkreiskommandos V und die 2. Division der Russische Befreiungsarmee. Außerdem war die französische Miliz der ab 1944 im Schloss Sigmaringen untergebrachten Vichy-Regierung im Lager Heuberg stationiert. Die umliegenden Gemeinden blieben während des Krieges von Bombardierungen verschont; dort wurden „Ausgebombte“ aus den schwer heimgesuchten Städten untergebracht.
Die Strafdivision 999 betrieb ab 1942 ein Ausbildungslager im Lager Heuberg. Um die hohen Verluste insbesondere an der Ostfront ausgleichen zu können, wurden bislang als „wehrunwürdig“ eingestufte Personen – darunter waren Männer zu verstehen, die kraft Gesetzes aufgrund Verfehlungen (Zuchthausstrafe, ehemals im KZ inhaftiert usw.) vom Wehrdienst ausgeschlossen waren – als „bedingt wehrwürdig“ einberufen. Am 2. Oktober 1942 erließ das Oberkommando der Wehrmacht die Verfügung über die Aufstellung der „Bewährungs- oder Strafbataillon 999“. Bereits zum 15. Oktober 1942 begannen die Einberufungen auf den Heuberg. Die Geschichte der Bewährungseinheit 999 auf dem Heuberg endete im Winter 1943, als der Verband zur weiteren Aufstellung beziehungsweise als Ausbildungs- und Ersatzgestellungstruppe auf den Truppenübungsplatz Baumholder verlegt wurde. Auf dem örtlichen Friedhof wird seit Herbst 1986 auch der Opfer des Strafbataillons 999 mit einem Gedenkstein gedacht.
1944 diente der italienische Pater Giuseppe Ambrosoli im Lager Heuberg. Ein Heiligsprechungsverfahren wurde 1999 von Papst Johannes Paul II. in die Wege geleitet. Papst Franziskus sprach ihn am 20. November 2022 selig. Eine Reliquie Ambrosolis befindet sich seit Dezember 2024 eingelassen im Altar der Lagerkapelle.
Nördlich des Lagers auf dem Ochsenkopf fand am 1. März 1945 der erste bemannte Flug eines senkrecht startenden Raketenflugzeugs der Geschichte statt. Kurz nach dem Start stürzte die Bachem Ba 349 „Natter“ ab, der Pilot Lothar Sieber fand den Tod.
Am 22. April 1945 besetzten französische Truppen Stetten am kalten Markt, das Lager und den Truppenübungsplatz nahezu kampflos. Nach der Besetzung verblieben nur kleinere französische Einheiten im Lager. Da bei der Besetzung sämtliche deutsche und in deutschen Diensten stehenden ausländischen Truppen das Lager Heuberg bereits verlassen und sich in alle Richtungen abgesetzt hatten, hielt die Besatzungsmacht die Anwesenheit größerer militärischer Verbände offensichtlich für überflüssig. Fast die gesamten einmarschierten Truppen zogen deshalb unmittelbar nach vollzogener Einnahme wieder ab, um die weitere Besetzung des süddeutschen Raumes vorzunehmen.

### Nachkriegszeit und französische Nutzung (1945–1997)

#### Lager für Kriegsgefangene aus der Sowjetunion (1945–1946)
Kurz nach der Befreiung wurde die Kapazität des Lagers wieder vollständig genutzt, indem 20.000 ehemalige sowjetische Rotarmisten im Lager einquartiert wurden. An eine unbekannte Zahl umgekommener sowjetischer Kriegsgefangener erinnert auf dem Ortsfriedhof ein Gedenkstein mit einer eher verschleiernden Inschrift. Lediglich das rund sieben Meter hohe, aus Stein gemauerte Mahnmal auf dem sogenannten „Russenfriedhof“ am Rande des Truppenübungsplatzes Heuberg erinnert an diejenigen Kriegsgefangenen, die das Warten auf den Abtransport in ihre Heimat nicht überlebten.

#### Französische Armee (1946–1997)
Nach der Verbringung der sowjetischen Lagerinsassen in die Sowjetunion Anfang 1946 ging das gesamte Lager mit dem Truppenübungsplatz in ausschließlich französische Verwaltung über. Sie oblag ab diesem Zeitpunkt der Forces françaises en Allemagne (FFA). Bauliche Veränderung gab es kaum. Allerdings wurde das Reichsarbeitsdienstlager mit 400 Baracken im Bereich der heutigen Alb-Kaserne abgebrochen.
Nach und nach füllten sich nun die Kasernengebäude mit neuen Einheiten, was für Stetten eine Verschärfung der Wohnungsnot mit all ihren misslichen Begleiterscheinungen zur Folge hatte. Anfang der 1950er-Jahre, als sich die Beziehungen zwischen der Gemeinde Stetten am kalten Markt, ihren Bürgern und den französischen Soldaten bereits weitgehend entspannt hatten, wurden südlich des Lagers und in seiner unmittelbaren Nähe die französischen Wohnblocks errichtet. In diese zogen die Familienangehörigen der hier stationierter französischen Soldaten einzogen, sodass die ehemals beschlagnahmten Wohnungen wieder frei wurden und damit ein wesentlicher Schritt zur weiteren Normalisierung der Beziehungen getan worden war.
Zahlreiche französische Einheiten waren seit Kriegsende in Stetten stationiert. So unter anderem die Base aérienne 520, das 6/3 Groupement de Réparation de Division Blindée, die Gendarmerie, die 730ᵉ Groupe de Munition und das 5ᵉ Régiment de Hussards. Auch bei ihnen firmierte der Platz als petite Sibérie („Klein Sibirien“). Neben den übenden französischen Truppenteilen, die nur gelegentlich zum Heuberg kamen, war stets auch eine ständige Garnisonstruppe im Lager stationiert. Dies blieb so, auch als der Truppenübungsplatz und das Lager wieder einer deutschen Kommandantur unterstellt und größtenteils von Bundeswehrsoldaten belegt wurde.
Mit dem am 1. Januar 1976 als Nachfolger für das 5ᵉ Régiment de Hussards wieder aufgestellten 3ᵉ Régiment de Dragons befand sich hier bis zum Abzug 1997 eine französische Einheit, die zu den ältesten Regimentern des französischen Heeres zählte.

#### US-Streitkräfte (1962–1964)
Zwischen 1962 und 1963 oder 1964 wurden angeblich durch US-Truppen der 357th Artillery Detachment nördlich des Lagers hinter haushohen Bretterzäunen atomare Gefechtsköpfe gelagert. Wäre es zu einem Krieg gegen die Sowjetunion gekommen, wären diese für den Gebrauch durch Langstrecken-Flugabwehrraketen vom Typ Nike Hercules, die den Französischen Luftstreitkräfte unterstanden, bestimmt gewesen.

### Bundeswehr im Kalten Krieg (1956–1989)
Der wirtschaftliche Notstand in Stetten am kalten Markt nach dem Zweiten Weltkrieg war nicht vergleichbar mit den Verhältnissen während der Weimarer Republik. Das schon bald einsetzende „Deutsche Wirtschaftswunder“ ging auch am Heuberg nicht spurlos vorüber. Bereits 1957, zwei Jahre nach der Gründung der Bundeswehr, hielt die neugeschaffene Armee ihren Einzug im Lager Heuberg. Das Luftlandejägerbataillon 9 aus Ellwangen war der erste Verband der Bundeswehr, der auf dem Heuberg sein Schieß- und Übungsprogramm – damals noch als Gäste der französischen Armee – durchführte. Weitere Bundeswehreinheiten folgten, bis am 24. Oktober 1958 die erste deutsche Dienststelle – Deutscher Verbindungsoffiziere bei der französischen Truppenübungsplatzkommandantur Heuberg – aufgestellt wurde. Aus dieser ging die spätere deutsche Truppenübungsplatzkommandantur hervor. Die Standortverwaltung (StOV) Stetten am kalten Markt wurde am 15. November 1959 aufgestellt. Dem Bundeswehr-Dienstleistungszentrum Stetten am kalten Markt als Nachfolger der StOV obliegt bis heute die andauernde Tätigkeit als hausverwaltende Dienststelle.
Am 12. Dezember 1959 wurden das Panzerbataillon 294 aus Großengstingen und die Panzerjägerkompanie 290 aus Murnau am Staffelsee als ständige Einheiten in das Lager Heuberg verlegt. Teile des Lagers wurden von der französischen Armee am 1. Januar 1960 an die Bundeswehr übergeben. Stetten am kalten Markt wurde somit zu einem neuen Standort der Bundeswehr, wobei die ab 1. Januar 1960 durch die Bundeswehr eingerichtete deutsche Truppenübungsplatzkommandantur Heuberg zugleich mit den Aufgaben des Standortältesten betraut wurde. Ende September 1963 fand der erste Tag der offenen Tür auf dem Truppenübungsplatz und im Lager Heuberg statt, zu dem über 50.000 Besucher anreisten.
Als weitere größere militärische Einheit wurde ebenfalls 1960 das Fallschirmjägerbataillon 291 von Sigmaringen ins Lager Heuberg verlegt, welches 1970 in Fallschirmjägerbataillon 271 umbenannt und 1971 nach Iserlohn verlegt wurde. 1964 wurde das Versorgungsbataillon 296 nach Stetten am kalten Markt verlegt, jedoch 1971 in mehrere Nachfolgeeinheiten aufgeteilt. Westlich des Lagers Heubergs wurde 1966 die umfassende Anlage der Alb-Kaserne fertiggestellt und durch das Panzerbataillon 294 belegt. Von Dezember 1971 bis zur Auflösung 1992 war das Panzerbataillon 293 in Stetten am kalten Markt stationiert. Im Jahr 1976 wurde die Heilstätte der Landesversicherungsanstalt Württemberg abgerissen.

### Umstrukturierungen (1990–2009)
Die Deutsche Wiedervereinigung 1990 brachte auch Veränderungen auf den Heuberg: Seit 1991 wurde der Standort stetig verkleinert und binnen zwei Jahrzehnten zogen 2000 Personen aus Stetten am kalten Markt ab. Unter anderem wurde das Panzerbataillon 294 im Jahre 1992 in das Panzergrenadierbataillon 294 umgegliedert. Eine mehr als 32-jährige Präsenz der Panzertruppe auf dem Heuberg ging damit ihrem Ende entgegen.
Aufgrund von Truppenreduzierungen und Umstrukturierungen 1992 wurde die Zusammenlegung der Standortverwaltungsbereiche des nordwestlich gelegenen Meßstetten und Stetten am kalten Markt sowie die Auflösung der Standortverwaltung Meßstetten beschlossen. Die Bundeswehrreform brachte ab 1994 weiteren Verlust an Dienstposten mit sich. Das 3ᵉ Régiment de Dragons des französischen Heeres zog 1997 nach 51-jähriger Präsenz ab und übergab der Bundeswehr damit den kompletten Truppenübungsplatz Heuberg. Die Nachnutzung erfolgte durch die Bundeswehr. Die von den Franzosen genutzten Teile des Quartier de Reboul wurden an die Bundesvermögensverwaltung beziehungsweise an die Gemeinde Stetten am kalten Markt abgegeben. Das Panzergrenadierbataillon 294 wurde im Rahmen einer der vielen Bundeswehrstrukturreformen dann letztendlich zum 31. März 2008 aufgelöst.
Zwischen 2005 und 2010 wurden 13 Millionen Euro in die Infrastruktur für die lehrgangsgebundene Ausbildung für sämtliche Brandschutzkräfte der Bundeswehr investiert.

### Neuerlicher Aufschwung (seit 2010)
Mit der Neuausrichtung der Bundeswehr ab 2010 wurde der Standort Stetten am kalten Markt deutlich gestärkt und personell aufgestockt. Verschiedene Einheiten von Standorten, die aufgegeben wurden, zogen in den darauffolgenden Jahren in die Alb-Kaserne und das Lager Heuberg, so unter anderem das Artilleriebataillon 295 aus Immendingen und die 2./Feldjägerregiment 3 aus Sigmaringen.
Am 15. Oktober 2010 wurde ein Großer Zapfenstreich anlässlich des 100-jährigen Bestehens der Garnison Stetten am kalten Markt im Beisein vom damaligen Bundestagspräsidenten Norbert Lammert abgehalten.
Mit der Schließung der Zollernalb-Kaserne in Meßstetten und der Auflösung des dortigen Einsatzführungsbereich 1 zum 31. Dezember 2013 wurde die verbleibende Radarstation auf dem Weichenwang bei Meßstetten dem Einsatzführungsbereich 2 in Erndtebrück zugeteilt. Die Radarstation gehört seither zur Garnison Stetten am kalten Markt.
Am seit 2015 jährlich stattfindenden Tag der Bundeswehr beteiligte sich der Standort Stetten am kalten Markt bisher zweimal. 2016 kamen über 12.000 Besucher, 2024 über 30.000. Die Teilnahme 2021 wurde aufgrund der COVID-19-Pandemie abgesagt.
Ab 2018 wurden 180 Millionen Euro in die Liegenschaften in und um die Alb-Kaserne investiert. Zudem fand erstmals die Ausbildung Ungedienter für die Reserve des Landeskommandos Baden-Württemberg statt.
Ende 2021 wurde mit dem Bau einer Ausbildungsanlage für die bis zu 72 Spürhunde der Panzerpionierkompanie 550 begonnen.
Nach dem Russischen Überfall auf die Ukraine wurden ab 2023 ukrainische Soldaten in Stetten ausgebildet.
Im Sommer 2023 wurde das neue Facharztzentrum (FAZ) eingeweiht. Das FAZ befindet sich außerhalb der Kaserne, jedoch im unmittelbaren Umfeld zwischen Hallenbad und Haupttor. Neben ambulanten Operationen, einer Radiologie, einer physiotherapeutischen Abteilung und einer Abteilung Psychiatrie gibt es eine Begutachtungsstelle für sozialmedizinische Fragestellungen und eine Betriebsarztgruppe. Das bisherige FAZ in der ehemaligen Graf-Stauffenberg-Kaserne in Sigmaringen wurde mit der Eröffnung des FAZ Stetten geschlossen. Das dort ansässige Personal wurde nach Stetten versetzt. Neben dem Facharztzentrum soll ferner noch ein Versorgungszentrum entstehen. Betrieben wird das FAZ durch das Sanitätsunterstützungszentrum Stetten am kalten Markt.
Seit 2024 werden in Alb-Kaserne und Lager Heuberg durchschnittlich 30 bis 50 Millionen Euro pro Jahr in die Modernisierung der Standortinfrastruktur investiert. Neben dem Facharztzentrum entsteht außerhalb der Kasernen eine Kindertagesstätte mit 45 Betreuungsplätzen.

## Standort

### Lage
Das Lager Heuberg und die Alb-Kaserne liegen nordwestlich von Stetten am kalten Markt und südöstlich an den Truppenübungsplatz Heuberg. Beide Liegenschaften sind über das Haupttor im Süden der Alb-Kaserne zu erreichen. Zudem gibt es mit dem Nordtor einen direkten Zugang zur Ringstraße des Truppenübungsplatzes, wobei dieses regulär nicht geöffnet ist. Über die Ringstraße ist der gesamte Truppenübungsplatz sowie dessen Ausbildungsstätten und die ehemaligen Liegenschaften des Standortes Meßstettens erreichbar (siehe Zollernalb-Kaserne). Südwestlich der Alb-Kaserne befindet sich der Standortübungsplatz Saustall.
Von der Hauptwache aus gelangt man auf eine Ringstraße um die Unterkunftsgebäude der Alb-Kaserne, welche in Abschnitten im Einbahnverkehr genutzt werden muss. Das Lager Heuberg ist heutzutage über mehrere Zufahren erreichbar. Seit der Entfernung der baulichen Trennung der beiden Kasernen ist der Unterschied lediglich an den unterschiedlichen Baustilen der Gebäude erkennbar.
Die nächstgelegenen Bahnhöfe liegen in Storzingen und Albstadt-Ebingen entlang der Zollernalbbahn zwischen Stuttgart und Aulendorf.

### Einrichtungen
Viele Einrichtungen der beiden Kasernen wurden im Laufe der Zeit zusammengelegt. Einige kasernentypische Einrichtungen wie z. B. die Hindernisbahn befinden sich auf dem Truppen- bzw. Standortübungsplatz und sind nicht innerhalb der Kaserne. Es befinden sich auf dem Areal u. a. folgende Gebäude und Einrichtungen:
- über 50 Unterkunftsgebäude (20 Alb-Kaserne, über 30 im Lager Heuberg)
- Truppenküche
- Mannschaftsheim
- Unteroffiziersheim
- Offiziersheim
- zwei Sporthallen
- zwei Sportplätze mit Laufbahn
- Kraftraum
- Duschhaus
- Freizeitbüro
- Truppenfrisör
- Lagerkapelle
- Servicestation der Bw Bekleidungsmanagement GmbH[33]
- Stützpunkt der HIL Heeresinstandsetzungslogistik[34]
- Familienbetreuungszentrum[35]
- Brandübungsanlage[36]
- Panzerwaschanlage
- AGSHP
- überdachter Grillplatz

Zudem gibt es in unmittelbarer Nähe außerhalb der Kaserne und des Truppenübungsplatzes folgende Einrichtungen:
- Facharztzentrum[37]
- Hallenbad
- Militärgeschichtliche Sammlung[38]
- Soldatenheim

Des Weiteren gibt es im nahegelegenen Thiergarten ein bundeswehreigenes Wasserkraftwerk.

### Bundeswehr-Dienstleistungszentrum
Der Zuständigkeitsbereich des Bundeswehr-Dienstleistungszentrums Stetten am kalten Markt (BwDLZ Stetten a. k. M.) erstreckt sich auf die Landkreise Biberach, Bodensee, Breisgau-Hochschwarzwald, Emmendingen, Konstanz, Lörrach, Ortenau, Ravensburg, Rottweil, Schwarzwald-Baar, Sigmaringen, Tuttlingen, Waldshut und Zollernalb sowie die kreisfreie Stadt Freiburg. Das BwDLZ versorgt von hier aus sämtliche im Zuständigkeitsbereich liegende Bundeswehr-Liegenschaften. Die früher Standortverwaltung (StOV) genannte Behörde übernimmt die nicht-militärischen Aufgaben Materialbeschaffung, Verwaltung, Bewirtschaftung und Unterhalt der Liegenschaften, Bauangelegenheiten sowie die Versorgung und Betreuung der zivilen und militärischen Mitarbeiter. Zudem ist es für das Kraft- und Wasserwerk Thiergarten, die Schule ABC-Abwehr und Gesetzliche Schutzaufgaben und die Bundeswehrfeuerwehr zuständig.

## Einheiten

### Aktuelle Einheiten

#### Lager Heuberg
- Panzerpionierkompanie 550[39]
- 5./Jägerbataillon 292[40]
- Evangelisches und Katholisches Militärpfarramt[6]
- Feuerwehrschule der Bundeswehr[41]
- Zentrum für Brandschutz der Bundeswehr, Feuerwache Heuberg[6]
- Schule ABC-Abwehr und gesetzliche Schutzaufgaben[6]
- Truppenübungsplatzkommandantur Heuberg[42]
- Sanitätsstaffel Einsatz Stetten am kalten Markt[43]
- Materialprüftrupp Stetten am kalten Markt[6]
- Landeskommando Baden-Württemberg (Teile)[44]
- 14./Heimatschutzregiment 1 „Schwäbische Alb“[44]
- Reservistenverband Geschäftsstelle Stetten am kalten Markt[6]
- Bundeswehr-Dienstleistungszentrum Stetten am kalten Markt[41]
- Staatliches Hochbauamt Stuttgart, Bauleitung Stetten am kalten Markt

#### Alb-Kaserne
- Artilleriebataillon 295[45]
- 2./Feldjägerregiment 3[46]
- Kampfmittelabwehrschule[47]
- Sanitätsunterstützungszentrum Stetten am kalten Markt[43]
- Sanitätsversorgungszentrum Stetten am kalten Markt[43]

#### Weitere an anderen Orten
- Abgesetzter Technischer Zug 249, Meßstetten[6]

### Ehemalige Einheiten

#### Bundeswehr-Einheiten (seit 1997)
- Fallschirmjägerbataillon 291 (ab 1970: Fallschirmjägerbataillon 271; verlegt nach Iserlohn 1972)
- Panzerbataillon 294 (umgewandelt in Panzergrenadierbataillon 294)

#### Französische Einheiten (1945–1997)
- Base aérienne 520
- 3ᵉ régiment de dragons
- Gendarmerie
- 5ᵉ régiment de hussards
- 730ᵉ Groupe de Munition
- 6/3 Groupement de Réparation de Division Blindée

#### Einheiten während der NS-Diktatur (1933–1945)
- Bersaglieri-Division „Italia“ (Italien)
- Bewährungseinheit 999
- 650. Infanterie-Division
- Legion Freies Indien
- Reichsarbeitsdienst
- Russische Befreiungsarmee
- Vichy-Miliz (Vichy-Frankreich)
- 29. Waffen-Grenadier-Division der SS
- Winterkampfschule Wehrkreis V

#### Einheiten während des Kaiserreichs (1912–1918)
- 25. Reserve-Division
- XIV. (Badisches) Armee-Korps

## Trivia
Durch die besonders kalten Winter auf der Schwäbischen Alb bei Stetten am kalten Markt wird der Ort von vielen Soldaten auch Stetten am kalten Arsch oder ironisch Stetten am karibischen Meer genannt. Unter den französischen Soldaten etablierte sich die Bezeichnung petite Sibérie („Klein-Sibirien“).